# Полімерний хлоркалієвий буровий розчин
Полімерний хлоркалієвий буровий розчин (П-ХКР) — буровий розчин на основі реагенту ЛІГНОПОЛ, призначений для буріння потенційно нестійких теригенних відкладень нижнього карбону ДДЗ і розкриття продуктивних горизонтів (коефіцієнт відновлення проникності колекторів перебуває на рівні, який забезпечений застосуванням традиційного хлоркалієвого розчину).
Відмінністю промивної системи П-ХКР є використання в якості основного реагенту-стабілізатора конденсованого акрило-лігносульфонатного реагенту ЛІГНОПОЛ. На відміну від традиційного КССБ, ЛІГНОПОЛ не має диспергуючого впливу на глинисті породи, що дозволяє значно збільшити інгібіруючі властивості хлоркалієвої промивальної системи.

## Історична довідка
Попри те, що відома негативна роль лігносульфатних реагентів-диспергаторів у системах інгібованих розчинів, їхнє застосування в Україні залишається досить значним. В Україні, де традиційно застосовувались лігносульфонатні реагенти, перехід на нові системи пов’язаний із певними труднощами. Окрім цього, лігносульфонатні реагенти характеризуються низкою позитивних якостей, що не властиві високомолекулярним полімерам. Все це стало передумовою для розробки нових полімер-лігносульфонатних реагентів, що дозволяють поєднати у собі переваги речовин різних класів, і промивних систем на їхній основі.

## Склад промивальної рідини
ЛІГНОПОЛ 15 – 20 %;
КМЦ (ПАЦ): 0,1 – 0,2 %;
KCl: 3 – 5 % (за необхідності концентрація хлориду калію може бути збільшена до 10 %);
РПС[уточнити термін]: 0,1 – 0,3 % (за необхідності у випадку загущення);
кальцинована сода: до 0,5 % (періодично при надходженні полівалентних йонів);
графіт: до 1 % (перед спуском обсадної колони);
обважнювачі (барит, гематит, крейда, мелений вапняк): залежно від необхідної густини;
суспензія вибурених порід чи бентоніту – інше.
Параметри промивальної рідини:
густина: 1160 – 2300 кг/м3;
в’язкість: 50 – 90 сек;
СНЗ: 40/60 – 80/100 дПа;
фільтрація: 6 – 8 см3/30хв;
вибійна фільтрація при пластовій температурі і перепаду тиску 5 МПа: 18 – 22 см3/30хв;
рівень рН: 8 – 9.

## Переваги та недоліки
Переваги:
– Значні інгібуючі властивості реагенту «ЛІГНОПОЛ» ставлять його в один ряд із такими органічними полімерними інгібіторами, як AbramiX® та AbramiX-К®. У той же час ЛІГНОПОЛ проявляє значну стійкість до впливу солей полівалентних металів і менше впливає на реологічні властивості промивальних рідин.
– Технологія застосування реагенту ЛІГНОПОЛ для обробки промивальних рідин, подібна традиційним для України технологіям використання КССБ і не потребує спеціальної підготовки персоналу. При цьому, порівняно із традиційними промивальними рідинами на основі КССБ, система П-ХКР має низку переваг:
– Заміна лігносульфонатного реагенту КССБ на акрило-лігносульфонатний реагент ЛІГНОПОЛ дозволила значно збільшити інгібіруючі властивості промивальної рідини за рахунок послаблення процесів диспергування та гідрації глинистих порід.
– ЛІГНОПОЛ має високу стабілізуючу дію. У системах інгібованих промивальних рідин витрати реагенту ЛІГНОПОЛ не менше ніж на 30 % нижчі, ніж від використання традиційного КССБ. У свою чергу, зниження вмісту лігносульфонатного компоненту у промивній системі призводить до збільшення її інгібуючих властивостей.
– Термостійкість реагенту ЛІГНОПОЛ у системі інгібованих розчинів знаходиться у межах 140 – 150 оС, що значно вище, ніж у КССБ, що нині виготовляють в Україні.
– Система П-ХКР характеризується низькою вибійною фільтрацією і не має тенденції до температурного загущення.
– П-ХКР не потребує застосування будь-яких спеціальних домішок-термостабілізаторів.
– Порівняно із КССБ, ЛІГНОПОЛ має значно меншу властивість щодо спінювання.
Недоліки:
– Ефективність реагенту ЛІГНОПОЛ знижується при наявності іонів полівалентних металів у фільтраті промивальних рідин на рівні, що перевищує 0,12 %. За умови більшого вмісту полівалентних іонів, перед застосування реагенту ЛІГНОПОЛ необхідно додатково обробити промивальну рідину кальцинованою содою.
– Під час первинної обробки промивних рідин реагентом ЛІГНОПОЛ можливе їхнє тимчасове загущення. Цей ефект посилюється внаслідок високого вмісту твердої фази, забруднення промивальних рідин шламом вибуреної породи.
– Застосування реагенту ЛІГНОПОЛ може призвести до необхідності використання піногасників.